# ألبرت ويليس
ألبرت ويليس (بالإنجليزية: Albert Willis)‏ هو سياسي أسترالي، ولد في 24 مايو 1876، وتوفي في 22 أبريل 1954. حزبياً، نشط في حزب العمال الأسترالي. وقد انتخب عضو المجلس التشريعي نيو ساوث ويلز.